# Schwörstadt
Schwörstadt è un comune tedesco di 2 456 abitanti, situato nel land del Baden-Württemberg.